# Пфальц-Зульцбах
Пфальц-Зу́льцбах (нем. Pfalzgrafschaft Pfalz-Sulzbach, нем. Herzogtum Pfalz-Sulzbach) — пфальцграфство (позднее герцогство) в составе Священной Римской империи, существовавшее с XI века до 1808 года. Центр — в городе Зульцбах (Оберпфальц). Принадлежало одной из ветвей пфальцских Виттельсбахов. 
После смерти в 1188 году последнего графа Зульцбаха из одноимённого феодального клана их владения в значительной степени перешли к Виттельсбахам. Зульцбах стал частью Пфальц-Нейбурга с 1505 года. После наследования Курпфальца пфальцграфом Отто Генрихом тот уступил Нейбург и Зульцбах в 1557 году Вольфгангу из цвайбрюккенской линии. Вольфганг отдал Зульцбах своему сыну Отто Генриху, который проживал в замке Зульцбах с 1582 года. После того, как он умер без наследников в 1604 году, Зульцбах отошел к старшему сыну Вольфганга, основателю новой линии Нейбурга Филиппу Людвигу. После его смерти в 1614 году Зульцбах перешел к пфальцграфу Августу, младшему сыну Филиппа Людвига, и отделился, но остался под сюзеренитетом главной линии. Его сын Кристиан Август в 1656 году добился независимости от Пфальц-Нейбурга и стал суверенным герцогом Пфальц-Зульцбаха. 
В 1742 году скончался последний представитель главной линии Пфальц-Нейбурга, в результате чего линия Зульцбаха с Карлом Теодором унаследовала Пфальц-Нейбург. По итогам войны за баварское наследство он возглавил в 1777 г. весь род Виттельсбахов, так что под скипетром Карла Теодора впервые за многие столетия объединились их основные территории — Пфальц и Бавария. Поскольку законорожденных детей у него не было, после смерти Карла Теодора в 1799 г. Бавария и Пфальц достались следующей по старшинству линии Пфальц-Биркенфельд-Бишвейлер-Цвайбрюккен в лице Максимилиана Йозефа.

## Пфальцграфы и герцоги Пфальц-Зульцбах
- 1569—1604: Отто Генрих
- 1604—1614: Филипп Людвиг
- 1614—1632: Август
- 1632—1708: Кристиан Август (c 1656 года независимо от Пфальц-Нойбург)
- 1708—1732: Теодор Эсташ
- 1732—1733: Иоганн Кристиан
- 1733—1799: Карл Теодор курфюрст Пфальца (как Карл IV) и курфюрст Баварии (как Карл II)
- 1799—1808: Максимилиан курфюрст Баварии (как Максимилиан IV)

## Другие представители Зульцбахского владетельного дома
- Иоганн Людвиг Зульцбахский (1625—1649), генерал на шведской службе
- Филипп Флоринус Зульцбахский (1630—1703), генерал-фельдмаршал имперской армии
- Гедвига Зульцбахская (1650—1681), жена герцога Юлия Франца Саксен-Лауэнбурга
- Амалия Мария Тереза Зульцбахская (1651—1721), княгиня из династии Виттельсбахов, монахиня-кармелитка в Кёльне
- Мария Анна Амалия Августа Зульцбахская (1693—1762), княгиня из династии Виттельсбахов, монахиня-кармелитка в Кёльне
- Иосиф Карл Зульцбахский (1694—1729), наследный принц Зульцбаха
- Франциска Кристина Пфальц-Зульцбахская (1696—1776), аббатиса свободных светских монастырей Эссена и Торна
- Эрнестина Теодора Зульцбахская (1697—1775), супруга Вильгельма Гессен-Ванфрид-Райнфельс, приор монастыря кармелиток в Нойбург-ан-дер-Донау
- Анна Кристина Зульцбахская (1704—1723), супруга Карла Эммануила Савойского
- Елизавета Августа Зульцбахская (1721—1794), супруга Карла Теодора Баварского